# Okres Prostějov
Prostějov (Duits: Proßnitz) is een district (Tsjechisch: Okres) in de Tsjechische regio Olomouc. De hoofdstad is Prostějov. Het district bestaat uit 97 gemeenten (Tsjechisch: Obec).

## Lijst van gemeenten
De obce (gemeenten) van de okres Prostějov. De vetgedrukte plaatsen hebben stadsrechten. De cursieve plaatsen zijn steden zonder stadsrechten (zie: vlek).
Alojzov - Bedihošť - Bílovice-Lutotín - Biskupice - Bohuslavice - Bousín - Brodek u Konice - Brodek u Prostějova - Březsko - Budětsko - Buková - Čehovice - Čechy pod Kosířem - Čelčice - Čelechovice na Hané - Dětkovice - Dobrochov - Dobromilice - Doloplazy - Drahany - Držovice - Dřevnovice - Dzbel - Hačky - Hluchov - Horní Štěpánov - Hradčany-Kobeřice - Hrdibořice - Hrubčice - Hruška - Hvozd - Ivaň - Jesenec - Kladky - Klenovice na Hané - Klopotovice - Konice - Kostelec na Hané - Koválovice-Osíčany - Kralice na Hané - Krumsín - Laškov - Lešany - Lipová - Ludmírov - Malé Hradisko - Mořice - Mostkovice - Myslejovice - Němčice nad Hanou - Nezamyslice - Niva - Obědkovice - Ohrozim - Ochoz - Olšany u Prostějova - Ondratice - Otaslavice - Otinoves - Pavlovice u Kojetína - Pěnčín - Pivín - Plumlov - Polomí - Prostějov - Prostějovičky - Protivanov - Přemyslovice - Ptení - Raková u Konice - Rakůvka - Rozstání - Seloutky - Skalka - Skřípov - Slatinky - Smržice - Srbce - Stařechovice - Stínava - Stražisko - Suchdol - Šubířov - Tištín - Tvorovice - Určice - Víceměřice - Vícov - Vincencov - Vitčice - Vranovice-Kelčice - Vrbátky - Vrchoslavice - Vřesovice - Výšovice - Zdětín - Želeč
Districten (okresy): Jeseník · Olomouc · Prostějov · Přerov · Šumperk 
 Kleine districten (správní obvody ORP): Hranice · Jeseník · Konice · Lipník nad Bečvou · Litovel · Mohelnice · Olomouc · Prostějov · Přerov · Šternberk · Šumperk · Uničov · Zábřeh